# 千葉市立草野小学校
千葉市立草野小学校（ちばしりつくさのしょうがっこう）は、千葉県千葉市稲毛区園生町に所在する市立小学校。

## 創立記念日
草野小学校の創立記念日は1973年4月1日で、あやめ台小学校より分離独立して開校した。
1973年に千葉市では草野小含め、11校の小学校が開校されている。

## 周辺施設
草野小学校は千葉県総合スポーツセンターと千葉市立草野中学校に隣接している。

## 敷地内の建造物
草野小学校の敷地内には校舎・屋内運動場・プール・子どもルームが存在する。子どもルームとは学童保育の千葉市内での呼び名のことである。
草野小学校は2012年の屋内運動場耐震補強の対象校になっており、屋内運動場に耐震補強工事が実施された。（完了2013年1月25日）

## 教育目標

### 草野小の教育目標
「知・徳・体の調和のとれた心豊かな子供の育成」

### 草野小の教育方針
1. 全教職員による経営参加と特色ある学校づくり
2. くり返しくり返し学ぶ子供を育む
3. さわやかな笑顔で仲良くする子供を育む
4. のびようとがんばる元気な子供を育む
5. 子供が安心して学べる教育環境を整える
6. 信頼される学校づくりを推進する
7. 地域に根ざした開かれた学校づくりを推進する

### キーワードは「くさの」
【目指す子供の姿】
『く』り返しくり返し学び　『さ』わやかな笑顔で　『の』びようとがんばる子

## 校歌
草野小学校の校歌は作詞「盛善吉」作曲「宇野誠一郎」である。
宇野誠一郎はひょっこりひょうたん島やムーミン、サザエさんなどの楽曲を作曲した人物としてで知られる。

## 交通
JR稲毛駅より京成バス「山王町」行きで「草野小入口」下車。